# معيقيب بن أبي فاطمة الدوسي
مُعيقب بن أبي فاطمة الدَّوْسِي صحابي، أسلم قديمًا بمكّة، وشهد خيبر.

## نسبه
مُعَيْقيب، ويقال: مُعيقب بن أبي فاطمة الدَّوْسِي. قال ابن سعد في الطبقات الكبير: «من الأزد حليف في بني عبد شمس بن عبد مناف بن قُصيّ حليف سعيد بن العاص أو عُتْبة بن ربيعة.». وروى ابن سعد أيضًا: «أخبرنا محمد بن عمر قال: حدّثني خالد بن إلياس عن أبي بكر بن عبد الله بن أبي جَهْم أنّه أنكر أن يكون لمعيقيب حِلْفٌ في آل عُتبة بن ربيعة.».
وقال ابن عبد البر في الاستيعاب: «مولى سعيد بن العاص، هكذا ذكره موسى بن عقبة، عن ابن شهاب، قال: ويزعمون أنه من دوس، وقال غيره: هو دوسي حليف لآل سعيد بن العاص.»، وقال موسى بن عقبة: «إِنه مولى سعيد بن العاص».

## سيرته
أسلم معيقيب قديمًا بمكّة. قال محمد بن عمر: «وخرج معيقيب من مكّة بعد أن أسلم، فبعضهم يقول هاجر إلى أرض الحبشة، وبعضهم يقول رجع إلى بلاد قومه، ثمّ قدم مع أبي موسى الأشعريّ حين قدم الأشعريـّون ورسول الله ﷺ، بخيبر، فشهد خيبر وبقي إلى خلافة عثمان بن عفّان».
وعن ابن إِسحاق، أنه فيمن هاجر إِلى أَرض الحبشة، من بني أُمية ومن حلفائهم: «ومعيقيب بن أَبي فاطمة، وهو آل سعيد بن العاص». وذكر ابن عبد البر «أسلم معيقيب قديمًا بمكّة وهاجر منها إلى أرض الحبشة الهجرة الثّانية، وأقام بها حتى قدم على النبيّ صَلَّى الله عليه وسلم بالمدينة. قيل: إنه قدم عليه في السّفينتين وهو بخيْبَر. وقيل: قدم عليه قبل ذلك. وكان على خاتم رسول الله ﷺ، واستعمله أبو بكر وعمر على بيت المال، وكان قد نزل به داء الجذام فعُولج منه بأمر عمر ابن الخطاب بالحنظل فتوقف أمره. ».

## روايته للحديث النبوي
روى عنه ابناه: محمد، والحارث؛ وابن ابنه إياس بن الحارث. روى عنه ابنه محمد أَن النبي محمد قال: ««هَلْ تَدْرُونَ عَلَى مَنْ تُحَرَّمُ الْنَّارُ؟» قالوا: الله ورسوله أَعلم، قال: «عَلَى الْهَيِّنِ الْلِّيِّنِ الْقَرِيْبِ الْسَّهْلِ»»، وروى عنه أبو سلمة بن عبد الرّحمن، عن رسول الله: «وَيْلٌ لِلأَعْقَاب مِن النَّارِ».

## وفاته
قيل: عاش إلى بعد الأربعين، وتُوفِّي آخر خلافة عثمان، وقيل: بل تُوفِّي سنة أربعين في آخر خلافة علي.